# Maaemo

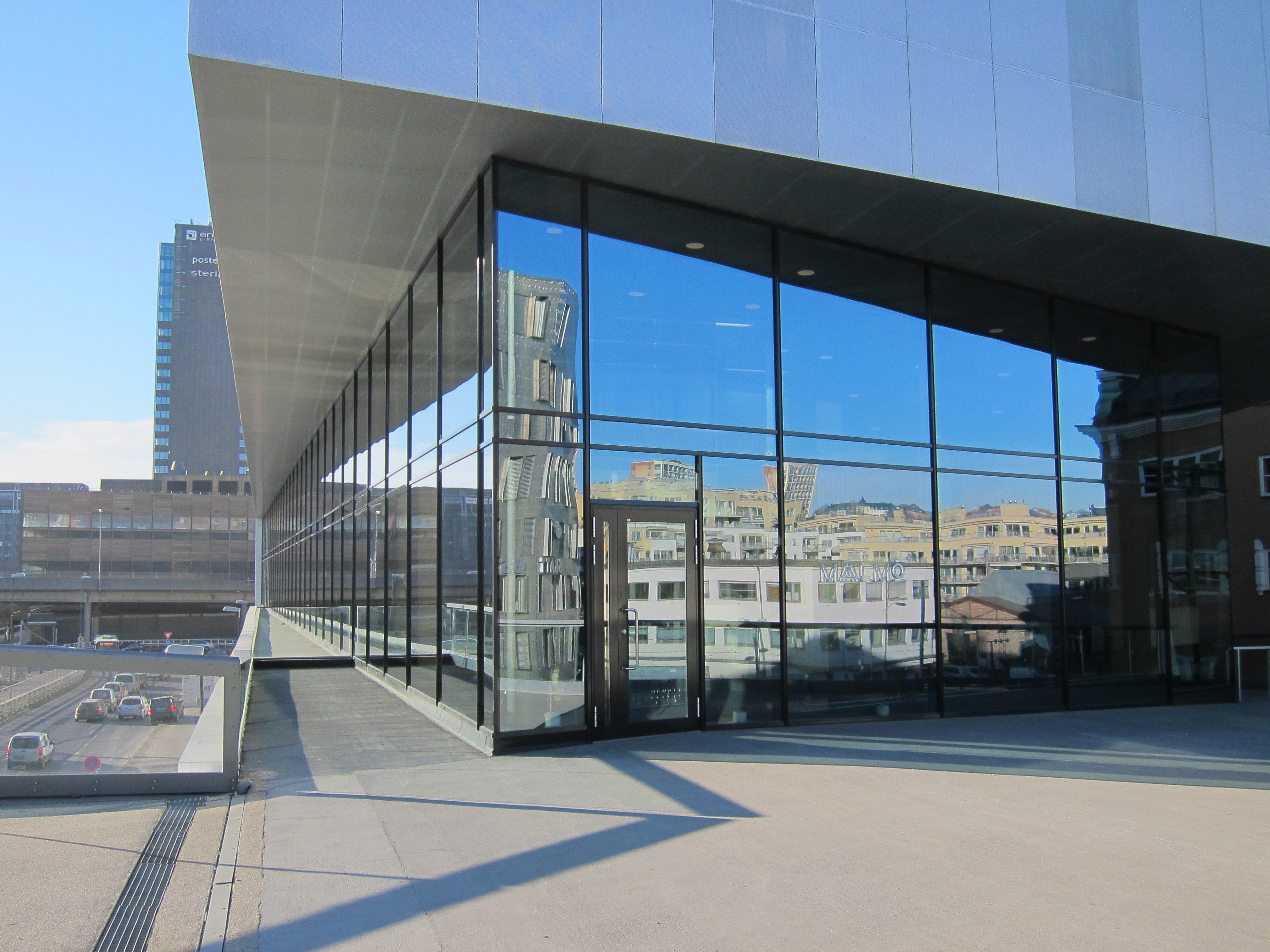
Restaurangen Maaemo.

Maaemo är en restaurang vid Dronning Eufemias gate 23 i Oslo i Norge, verksam sedan den 15 december 2010. Den grundades av den danske krögaren Esben Holmboe-Bang, tidigare anställd på bland annat Noma i Köpenhamn, tillsammans med Jon Frede Engdahl och den finländske sommelieren Pontus Dahlström. Namnet Maaemo betyder Moder Jord på finska.
Restaurangen fokuserar på det nordiska köket med säsongsanpassade, närodlade och ekologiska råvaror. 80 % av råvarorna uppges vara närodlade. Redan vid öppnandet marknadsfördes Maaemo som "Norges första helekologiska gourmetkrog".
Restaurangens omsättning uppgick år 2010 till 951 000 NOK, år 2011 till 6 495 000 NOK och år 2012 till 11 493 000 NOK.

## Priser och utmärkelser
År 2012 tilldelades Maaemo två stjärnor i Michelinguiden och blev därmed den första restaurangen i Norden att gå direkt från noll till två stjärnor. Den behöll sina stjärnor även i 2013 års upplaga av guiden.
För sin miljöprofil belönades restaurangen med Norska Designrådets Miljöpris 2012.
År 2013 utsågs Maaemo till 2012 års bästa nordiska restaurang, en titel som tidigare innehafts av bland annat danska Noma och svenska Matsalen.
År 2016 tilldelades Maaemo tre stjärnor i Michelinguiden. Stjärnorna förlorades i februari 2020 i samband med att restaurangen stängts i december 2019 och flyttat till nya lokaler vid Dronning Eufemias gate. I september 2021 återfick restaurangen samtliga tre stjärnor.